# Daniel L. Vischer

Daniel L. Vischer (ca. 1992)

Daniel Lucas Vischer (* 12. Dezember 1932 in Lausanne) ist ein Schweizer Wasserbauingenieur. Er war von 1970 bis 1998 Professor für Wasserbau und Direktor der Versuchsanstalt für Wasserbau, Hydrologie und Glaziologie der ETH Zürich (VAW).

## Leben und Wirken
Vischer steht in der Tradition eines alten Basler Familiengeschlechts und ist Sohn des Pfarrers Paul Vischer und Elisabeth geb. Gouttes, wuchs im Kanton Bern auf und studierte von 1952 bis 1956 an der ETH Zürich Bauingenieurwesen. Als Diplom-Ingenieur schrieb er sich danach an der TH Karlsruhe ein und promovierte 1958 bei Heinrich Wittmann auf dem Gebiet der Hydromechanik. Noch vor seiner Promotion trat er Ende 1957 eine Stelle bei der Motor-Columbus A.G. in Baden im Aargau an, wo er hauptsächlich auf den Geschäftsgebieten des Wasser- und Tunnelbaus als Ingenieur tätig war. In dieser Position war sein Tätigkeitsfeld nicht nur auf die Schweiz beschränkt, sondern erstreckte sich auch auf die Schwellen- und Entwicklungsländer rund um die Welt. 1963 übernahm er die Führung einer Projektierungsgruppe für Wasserbau und erhielt 1967 die Prokura. 1968 zum Oberingenieur und Abteilungsleiter ernannt, übertrug man ihm die Verantwortung für die allgemeine Wasserwirtschaftsplanung und die Talsperrenprojektierung.
Vischers Fachwissen und Kompetenz auf dem Gebiet der Wasserwirtschaft blieb auch seiner Alma Mater nicht verborgen und so wurde ihm schon zwei Jahre nach seiner Bestellung zum Abteilungsleiter bei der Motor-Columbus A.G. die Stelle eines ordentlichen Wasserbau-Professors sowie die Direktorenstelle der VAW an der ETH Zürich angeboten. Am 1. April 1970 trat er sein neues Amt an und widmete sich von da an, neben seinen Vorlesungen, der Forschung über das gesamte Spektrum der Wasserbaufächer. Dies reichte von der hydromechanisch zweckmässigen Gestaltung von Wasserbauten, den hydromorphologischen Geschiebebewegungen, sowie der Entstehung und Ausbreitung von Naturgefahren, insbesondere von Hochwassern und Schwallwellen in den Binnengewässern. Darüber hinaus engagierte sich Vischer für die Technikgeschichte und publizierte zur Geschichte des Wasserbaus.
1986 führte Vischers Weg als Gastprofessor an die University of Canterbury in Christchurch (Neuseeland), 1991 bekam er von der Universität Stuttgart die Ehrendoktorwürde verliehen und 1994 hatte er eine Gastprofessur an der Technischen Universität Dresden. Vischer war Präsident des Schweizerischen Nationalkomitees für große Talsperren, Mitglied der Eidgenössischen Kommission für Naturgefahren (PLANAT) sowie Kuratoriumspräsident des Schnitter-Fonds der ETH Zürich für Technikgeschichte.

## Schriften (Auswahl)
- Mit Huber A.: Wasserbau. Hydrologische Grundlagen, Elemente des Wasserbaues Nutz- und Schutzwasserbauten, Berlin: Springer, 1978; 6. Auflage 2002, ISBN 3-540-43713-4.
- Plane Deine Ruhm. Nicht ganz ernst gemeinte Ratschläge an einen jungen Forscher. CE Poeschel, Stuttgart 1989.
- Mit Hager W. H., Naef F.: Hochwasserrückhaltebecken, Zürich: Verl. der Fachvereine, 1992.
- Hrsg. mit Hager W. H.: Energy dissipators, Rotterdam: Balkema, 1995, ISBN 90-5410-198-9.
- Mit Hager W. H.: Dam hydraulics, Chichester: Wiley, 1998, ISBN 0-471-97289-4.
- Wasserbauer und Hydrauliker der Schweiz : Kurzbiographien ausgewählter Persönlichkeiten, Baden: Schweizerischer Wasserwirtschaftsverband, 2001, ISBN 3-85545-859-6.
- Daniel L. Vischer: Schiffmühlen auf dem Alpen- und Hochrhein. In: Schriften des Vereins für Geschichte des Bodensees und seiner Umgebung. Band 125, 2007, S. 55–66 Digitalisat
- Die Flösserei auf dem Alpen- und dem Hochrhein. Zur Geschichte des Holztransports auf dem Bodensee von 1600 bis 1900. In: Schriften des Vereins für Geschichte des Bodensees und seiner Umgebung. Band 131, 2013, S. 155–183 Digitalisat

## Nachweise
1. ↑  Bruno Meyer: Daniel Vischer. In: Historisches Lexikon der Schweiz.  31. Juli 2013, abgerufen am 8. April 2020.
2. 1 2 3  Robert M. Boes: Daniel L. Vischer 80 Jahre. Semantic Scholar, 2012, abgerufen am 8. April 2020.
3. ↑  Schwallwelle. Spektrum der Wissenschaft, abgerufen am 8. April 2020.
4. ↑  Karl-Eugen Kurrer: Report on the State of Construction History in Austria, Germany and Switzerland. In: Construction History. Research Perspectives in Europe, ed. by Antonio Becchi, Massimo Corradi, Federico Foce and Orietta Pedemonte, pp. 61–112 (hier pp. 110–111), Florence: Kim Williams Books 2004, ISBN 88-88479-11-2
5. ↑  Willkommen. Schweizerisches Talsperrenkomitee, abgerufen am 9. April 2020.
6. ↑  Umgang mit Risiken aus Naturgefahren. Nationale Plattform Naturgefahren PLANAT, abgerufen am 9. April 2020.
7. ↑  Nüesch: Reglement für den Gerold und Niklaus Schnitter-Fonds für Technikgeschichteder Eidgenössischen Technischen Hochschule Zürich. (PDF) Schnitter-Fonds, 10. Januar 1995, abgerufen am 9. April 2020.

| Personendaten    | Personendaten                                    |
| ---------------- | ------------------------------------------------ |
| NAME             | Vischer, Daniel L.                               |
| ALTERNATIVNAMEN  | Vischer, Daniel Lucas                            |
| KURZBESCHREIBUNG | Schweizer Wasserbauingenieur und Hochschullehrer |
| GEBURTSDATUM     | 12. Dezember 1932                                |
| GEBURTSORT       | Lausanne                                         |